# Area di luogotenenza

Aree di luogotenenza del Regno Unito

Le aree di luogotenenza (in inglese: Lieutenancy areas) sono aree separate del Regno Unito in cui è nominato un lord luogotenente – un rappresentante del monarca britannico. In molti casi hanno demarcazione e denominazione simili, ma non sono necessariamente conterminati con le contee del Regno Unito.

## Origine
In Inghilterra, le aree di luogotenenza sono colloquialmente conosciute come le contee cerimoniali, sebbene questa frase non compaia in nessuna legislazione che si riferisce ad esse. Le aree di luogotenenza della Scozia sono suddivisioni della Scozia che sono più o meno basate sulle contee della Scozia, che utilizzano le principali città come entità separate. In Galles, le aree della luogotenenza sono conosciute come le contee preservate del Galles e si basano su quelle utilizzate per la luogotenenza e il governo locale tra il 1974 e il 1996 e non le contee storiche. Le aree della luogotenenza dell'Irlanda del Nord corrispondono alle sei contee e ai due ex distretti della contea.